# Josep Dencàs i Puigdollers
Josep Dencàs i Puigdollers   (Vic, 19 de març de 1900 - Tànger, 13 de febrer de 1966) va ser un polític independentista català promotor dels Escamots d'Estat Català, Conseller de Sanitat i de Governació de la Generalitat de Catalunya entre 1932 i 1934.

## Biografia
Va néixer al si d'una família de farmacèutics vigatans que el 1903 van traslladar-se a Sant Andreu de Palomar, on es començà a formar políticament entorn del Centre Popular Catalanista de Sant Andreu (entitat vinculada al catalanisme conservador de la Lliga). Va llicenciar-se en Medicina a la Universitat de Barcelona, on entrà en contacte amb el "catalanisme radical" (nom que rebia aleshores l'independentisme català) del recentment creat Estat Català (EC). Durant la dictadura de Primo de Rivera compaginava la seva feina de metge als barris populars del Verdum i la Trinitat amb la militància a EC, propugnant un acostament del "catalanisme radical" a l'obrerisme. L'any 1924 es casa amb Raimonda Cararach i Rivera (filla de Josep Cararach, un prohom de la Lliga), i el 1928 funda la Clínica Sant Jordi amb la col·laboració del seu sogre i entra a la maçoneria a través de la lògia Inmortalidad de Barcelona.

## Durant la Generalitat republicana
Fou un dels promotors de la Conferència d'Esquerres Catalanes de la qual sorgiria el març de 1931 Esquerra Republicana de Catalunya (ERC), dins la qual quedaria ressituat Josep Dencàs. Així, fou elegit diputat al Congrés dels Diputats a les eleccions generals de juny de 1931 i diputat al Parlament de Catalunya després de les eleccions de 1932. D'aquests comicis en sortirà el primer govern estatutari de la Generalitat, presidit per Francesc Macià, i dins del qual fou conseller de Sanitat i d'Assistència Social de 1933 al 1934, quan li va ser encarregada la Conselleria de Governació. Promou el Comitè de lluita antivenèria, el Segell pro Infància i campanyes contra la tuberculosi.
Tanmateix, des de la primavera de 1931 havia organitzat i presidit les Joventuts d'Esquerra Republicana-Estat Català (JEREC), que aviat es van convertir en un veritable grup de pressió sobre ERC, obertament discrepants amb Lluís Companys i el grup de L'Opinió, crítics amb els escamots de les JEREC que havia promogut Dencàs.
Mort Macià, el gener de 1934 el Parlament proclama Lluís Companys com a President de la Generalitat i, amb els escamots ja dissolts per la polèmica que havien provocat, renova a Josep Dencàs en el càrrec de Conseller de Sanitat alhora que, per la greu malaltia de Joan Selves que n'era titular, el fa responsable també de la de Governació de la qual passarà a ser titular el 28 de juny de 1934 a causa de la mort de Selves. Sent conseller de Governació promou, conjuntament amb el cap dels Serveis d'Ordre, Miquel Badia, una política de xoc amb els elements incontrolats de la CNT-FAI que llavors era el sindicat hegemònic; recuperant també les milícies armades i desarmant els sometents. Com a membre del govern, participà en els fets del 6 d'octubre de 1934, la proclamació de l'Estat Català dins la República Federal Espanyola que dugué a terme Lluís Companys. Amb alguns membres de la conselleria va aconseguir no ser detingut i va exiliar-se a França. El febrer de 1935 fou detingut atès que el Govern d'Espanya presentà una ordre d'extradició al Govern de França. Fou empresonat a la presó de La Santé de París, on ingressà el 19 de febrer de 1935 i en sortí el 28 de juny d'aquell any.

## Exili durant la Guerra Civil
Quan esclata la guerra civil el juliol de 1936, Dencàs era un dels líders d'Estat Català, reconstituït novament com a partit independent a partir de la fusió d'un ampli sector de les JEREC, antics membres d'Estat Català, Nosaltres Sols! i el Partit Nacionalista Català. Però aviat, amb la revolució en marxa a la rereguarda republicana, i per la pressió que contra ell exercien alguns sectors incontrolats de la CNT-FAI als quals havia combatut, decideix fugir, el 2 d'agost de 1936, amb la seva família a Gènova, on fou detingut per la policia italiana i empresonat. Posteriorment fou alliberat, mercès a la intervenció de l'advocat Henri Torrès, que ja havia defensat a Francesc Macià després dels fets de Prats de Molló, i després contactà amb diferents catalans exiliats a França. Instal·lat a Banyuls sobreviu amb la seva dona fent ell de metge i ella de perruquera, mentre col·labora a Quaderns Polítics, Econòmics i Socials.

## Metge a Tànger fins a la seva mort
Finalment es traslladà a la ciutat de Tànger el 1948, que llavors era un condomini internacional de diversos països. Allà Josep Andreu i Abelló, expresident del Tribunal de Cassació de Catalunya i director general del Banc Immobiliari del Marroc, l'ajudà fent que la consulta de Dencàs fos el centre d'atenció mèdica dels empleats del banc. L'any 1956 amb la independència del Marroc la ciutat s'hi integra i molts catalans, inclòs Abelló, se'n van. Dencàs demana permís per retornar a Barcelona, però no el rep i mor el 1966 a causa d'una infecció de ronyó.

## Crítiques
La figura de Josep Dencàs generà controvèrsia ja entre els seus coetanis i actualment no hi ha unanimitat en la historiografia pel que fa a algunes de les seves actuacions. En aquest sentit, Dencàs ha estat acusat de feixista, com a conseqüència d'estar al capdavant dels Escamots d'Estat Català. Els escamots utilitzaven una estètica i un comportament paramilitar amb alguns paral·lelismes al feixisme emergent a altres llocs d'Europa, característiques que comportaren que els seus crítics el titllessin de feixista. Tanmateix, alguns historiadors han subratllat que els Escamots d'Estat Català eren una força de xoc i que no poden classificar-se com a feixistes, ja que no tenien una ideologia totalitària ni imperialista.
D'altra banda, segons alguns historiadors, Dencàs s'oferí al Servei d'Informació del Nord-est d'Espanya (SIFNE), el servei d'espionatge franquista, per a desbancar Companys. Altres, en canvi, apunten que fou el SIFNE que es posà en contacte amb Dencàs per tal que Estat Català actués com a agent desestabilitzador a la rereguarda. A canvi, el règim franquista acceptaria la creació d'un protectorat a Catalunya.